# Animal Planet
Animal Planet es un canal de televisión por suscripción estadounidense lanzado en 1996 como una Joint venture entre BBC Worldwide y Discovery Networks, cuya programación se dedicaba principalmente a series y documentales sobre animales salvajes y mascotas domésticas.
En 2006, la BBC vendió su participación del 20% a Discovery Networks. En 2008, Animal Planet cambió su imagen y en su programación aumentaron las series de telerrealidad que siguen a personalidades involucradas en ocupaciones e investigaciones relacionadas con animales. 
Animal Planet volvió a cambiar su imagen en octubre de 2018, y su programación se centra en la relación entre humanos y animales. Animal Planet es la señal hermana de Discovery, está disponible en más de 70 países alrededor del mundo y posee versiones locales en países como Canadá, Reino Unido e India. El principal competidor es National Geographic Wild.

## Señales internacionales

### América Latina
Actualmente el canal en Latinoamérica posee 7 horas de transmisión de lunes a viernes que se repite varias veces en el día. Por lo general hay programas diferentes cada día. El canal posee dos horas de «infomerciales» en la mañana. Los fines de semana da repeticiones de la programación de la semana junto a algunos documentales como Animal Planet de película, Animal Planet al extremo y los programas Wild Frank, Con el agua al cuello, Ciudadanos del reino animal (Metrópolis salvaje), Los secretos del reino animal, Misterios del reino animal, Reinos ocultos (Hidden Kingdoms), El acuario, Dinosaurios modernos, El último de su especie, Los Irwin (Crikey! It's the Irwins), Los Irwin en cuarentena (Terri, Bindi y Robert), El Dodo: En busca de héroes, Pitbulls y convictos, Amanda al rescate, Evan a lo salvaje, Coyote Peterson: aventuras salvajes, Monstruos de río, Pequeños Gigantes de la naturaleza, Entre perros y gatos, La Tierra desde el espacio, Siete Mundos, Un Planeta, Refugio en el granero, Espía en la nieve, Supervivencia salvaje y Dog TV.

### Alemania
Es un canal especializado para el país germánico lanzado el 31 de marzo de 2004, su sede central se encuentra en Múnich.

### Australia
Es un canal que opera para los países de Australia y Nueva Zelanda, fue lanzado en octubre de 2009 en Optus TV y en 2003 en FOXTEL. En 2008 tuvo una audiencia del 0.3%.

### Asia
Es una serie de canales bajo el nombre de Animal Planet que opera en el continente asiático, su sede central se encuentra en Singapur. Actualmente cuenta con cinco señales locales.
- Animal Planet Sudeste Asiático
- Animal Planet Taiwán
- Animal Planet Japón
- Animal Planet China
- Animal Planet India

## Animal Planet HD
El canal fue lanzado en alta definición de 720p y 16:9 llamado Animal Planet HD el 1 de septiembre de 2007 en los EE. UU. y el 3 de febrero de 2009 en Noruega, el primero en HD fuera de los EE. UU. y el 4 de octubre de 2014 en Latinoamérica.

## Cambio de imagen
Desde el 15 de septiembre de 2008, Animal Planet ha renovado su pantalla con un logo más versátil y dinámico y un paquete gráfico totalmente cambiado.
Los cambios más notorios son la eliminación de los gráficos del elefante, el planeta Tierra, y la utilización de fondos de varios colores. Ahora, sólo alude al nombre del canal "Animal Planet" en mayúsculas, la primera "A" en letra capital y la "M" invertida 90° a la derecha; utiliza colores variados durante las publicidades.
El 16 de octubre de 2018, Animal Planet presentó un nuevo logotipo que mostraba la silueta de un elefante saltando. La nueva marca simboliza una nueva misión de "mantener la alegría de la infancia y la maravilla de los animales al acercar a las personas en todos los sentidos". El nuevo logo coincidió con el estreno de Crikey! It's the Irwins el 28 de octubre.